# China Open 2024 - Doppio maschile
Il doppio maschile del torneo di tennis professionistico China Open 2024, facente parte della categoria ATP Tour 500 nell'ambito dell'ATP Tour 2024, si è giocato all'Olympic Green Tennis Centre di Pechino, in Cina, dal 26 settembre al 2 ottobre 2024. Ivan Dodig e Austin Krajicek erano i campioni in carica, ma hanno deciso di non partecipare insieme a questa edizione. Dodig ha fatto coppia con Rohan Bopanna, mentre Krajicek ha partecipato con Rajeev Ram. Entrambe le coppie sono state eliminate al primo turno, la prima coppia da Francisco Cerúndolo e da Nicolás Jarry, mentre la seconda da Wesley Koolhof e da Nikola Mektić.
In finale Simone Bolelli e Andrea Vavassori hanno sconfitto Harri Heliövaara e Henry Patten con il punteggio di 4–6, 6–3, [10–5].

## Teste di serie
1. Simone Bolelli /  Andrea Vavassori (campioni)
2. Rohan Bopanna /  Ivan Dodig (primo turno)

1. Harri Heliövaara /  Henry Patten (finale)
2. Neal Skupski /  Michael Venus (primo turno)

## Wildcard
1. Bu Yunchaokete /  Stan Wawrinka (primo turno)

1. Wang Aoran /  Zhou Yi (primo turno)

## Qualificati
1. Jamie Murray /  John Peers (semifinale)

### Lucky loser
1. Gonzalo Escobar /  Diego Hidalgo (primo turno)

## Ranking protetto
1. Roberto Carballés Baena /  Pablo Carreño Busta (primo turno)

## Tabellone

### Legenda
| - Q = Qualificato - WC = Wild card - LL = Lucky loser | - ALT = Alternate - SE = Special Exempt - PR = Protected Ranking | - w/o = Walkover - r = Ritirato - d = Squalificato |

|  | Primo turno | Primo turno                       | Primo turno                       | Primo turno | Primo turno |  |  | Quarti di finale | Quarti di finale            | Quarti di finale            | Quarti di finale   | Quarti di finale   |    |   | Semifinali | Semifinali                      | Semifinali            | Semifinali                    | Semifinali |   |     | Finale | Finale | Finale | Finale | Finale |  |
|  |             |                                   |                                   |             |             |  |  |                  |                             |                             |                    |                    |    |   |            |                                 |                       |                               |            |   |     |        |        |        |        |        |  |
|  | 1           | S Bolelli A Vavassori             | S Bolelli A Vavassori             | 7           | 6           |  |  |                  |                             |                             |                    |                    |    |   |            |                                 |                       |                               |            |   |     |        |        |        |        |        |  |
|  | WC          | A Wang Y Zhou                     | A Wang Y Zhou                     | 5           | 1           |  |  | 1                | S Bolelli A Vavassori       | S Bolelli A Vavassori       | 6                  | 7                  |    |   |            |                                 |                       |                               |            |   |     |        |        |        |        |        |  |
|  |             | A Bublik P Martínez               | A Bublik P Martínez               | 6           | 6           |  |  |                  | A Bublik P Martínez         | A Bublik P Martínez         | 0                  | 5                  |    |   |            |                                 |                       |                               |            |   |     |        |        |        |        |        |  |
|  | WC          | Y Bu S Wawrinka                   | Y Bu S Wawrinka                   | 3           | 4           |  |  |                  |                             |                             |                    |                    |    |   | 1          | S Bolelli A Vavassori           | S Bolelli A Vavassori | 7                             | 6          |   |     |        |        |        |        |        |  |
|  | 4           | N Skupski M Venus                 | 2                                 | 7           | [7]         |  |  |                  |                             |                             | W Koolhof N Mektić | W Koolhof N Mektić | 61 | 2 |            |                                 |                       |                               |            |   |     |        |        |        |        |        |  |
|  |             | F Cobolli L Musetti               | 6                                 | 64          | [10]        |  |  |                  | F Cobolli L Musetti         | F Cobolli L Musetti         | 4                  | 5                  |    |   |            |                                 |                       |                               |            |   |     |        |        |        |        |        |  |
|  |             | A Krajicek R Ram                  | 4                                 | 6           | [7]         |  |  |                  | W Koolhof N Mektić          | W Koolhof N Mektić          | 6                  | 7                  |    |   |            |                                 |                       |                               |            |   |     |        |        |        |        |        |  |
|  |             | W Koolhof N Mektić                | 6                                 | 3           | [10]        |  |  |                  |                             |                             |                    |                    |    |   | 1          | Simone Bolelli Andrea Vavassori | 4                     | 6                             | [10]       |   |     |        |        |        |        |        |  |
|  | LL          | G Escobar D Hidalgo               | 2                                 | 6           | [9]         |  |  |                  |                             |                             |                    |                    |    |   |            |                                 | 3                     | Harri Heliövaara Henry Patten | 6          | 3 | [5] |        |        |        |        |        |  |
|  |             | S González É Roger-Vasselin       | 6                                 | 1           | [11]        |  |  |                  | S González É Roger-Vasselin | S González É Roger-Vasselin | 4                  | 2                  |    |   |            |                                 |                       |                               |            |   |     |        |        |        |        |        |  |
|  | PR          | R Carballés Baena P Carreño Busta | R Carballés Baena P Carreño Busta | 3           | 64          |  |  | 3                | H Heliövaara H Patten       | H Heliövaara H Patten       | 6                  | 6                  |    |   |            |                                 |                       |                               |            |   |     |        |        |        |        |        |  |
|  | 3           | H Heliövaara H Patten             | H Heliövaara H Patten             | 6           | 7           |  |  |                  |                             |                             |                    |                    |    |   | 3          | H Heliövaara H Patten           | H Heliövaara H Patten | 7                             | 6          |   |     |        |        |        |        |        |  |
|  |             | R Matos M Melo                    | 67                                | 6           | [10]        |  |  |                  |                             | Q                           | J Murray J Peers   | J Murray J Peers   | 5  | 1 |            |                                 |                       |                               |            |   |     |        |        |        |        |        |  |
|  | Q           | J Murray J Peers                  | 7                                 | 3           | [12]        |  |  | Q                | J Murray J Peers            | 6                           | 1                  | [11]               |    |   |            |                                 |                       |                               |            |   |     |        |        |        |        |        |  |
|  |             | F Cerúndolo N Jarry               | F Cerúndolo N Jarry               | 7           | 7           |  |  |                  | F Cerúndolo N Jarry         | 3                           | 6                  | [9]                |    |   |            |                                 |                       |                               |            |   |     |        |        |        |        |        |  |
|  | 2           | R Bopanna I Dodig                 | R Bopanna I Dodig                 | 5           | 64          |  |  |                  |                             |                             |                    |                    |    |   |            |                                 |                       |                               |            |   |     |        |        |        |        |        |  |

## Qualificazioni

### Teste di serie
1. Jamie Murray /  John Peers (qualificati)

1. Miguel Ángel Reyes Varela /  John-Patrick Smith (primo turno)

### Qualificati
1. Jamie Murray /  John Peers

### Lucky loser
1. Gonzalo Escobar /  Diego Hidalgo

### Tabellone
|  | Primo turno | Primo turno                                  | Primo turno                                  | Primo turno | Primo turno |  |  | Ultimo turno | Ultimo turno                  | Ultimo turno | Ultimo turno | Ultimo turno |  |
|  |             |                                              |                                              |             |             |  |  |              |                               |              |              |              |  |
|  | 1           | Jamie Murray John Peers                      | Jamie Murray John Peers                      | 6           | 6           |  |  |              |                               |              |              |              |  |
|  | WC          | Jin Yuquan Li Zekai                          | Jin Yuquan Li Zekai                          | 1           | 4           |  |  | 1            | Jamie Murray John Peers       | 67           | 7            | [12]         |  |
|  |             | Gonzalo Escobar Diego Hidalgo                | Gonzalo Escobar Diego Hidalgo                | 7           | 7           |  |  |              | Gonzalo Escobar Diego Hidalgo | 7            | 67           | [10]         |  |
|  | 2/Alt       | Miguel Ángel Reyes Varela John-Patrick Smith | Miguel Ángel Reyes Varela John-Patrick Smith | 63          | 6           |  |  |              |                               |              |              |              |  |